# Matundasi
Matundasi è una circoscrizione urbana (urban ward) della Tanzania situata nel distretto di Chunya, regione di Mbeya. Conta una popolazione di 9 477 abitanti (censimento 2012).